# مرکز داده ماژولار

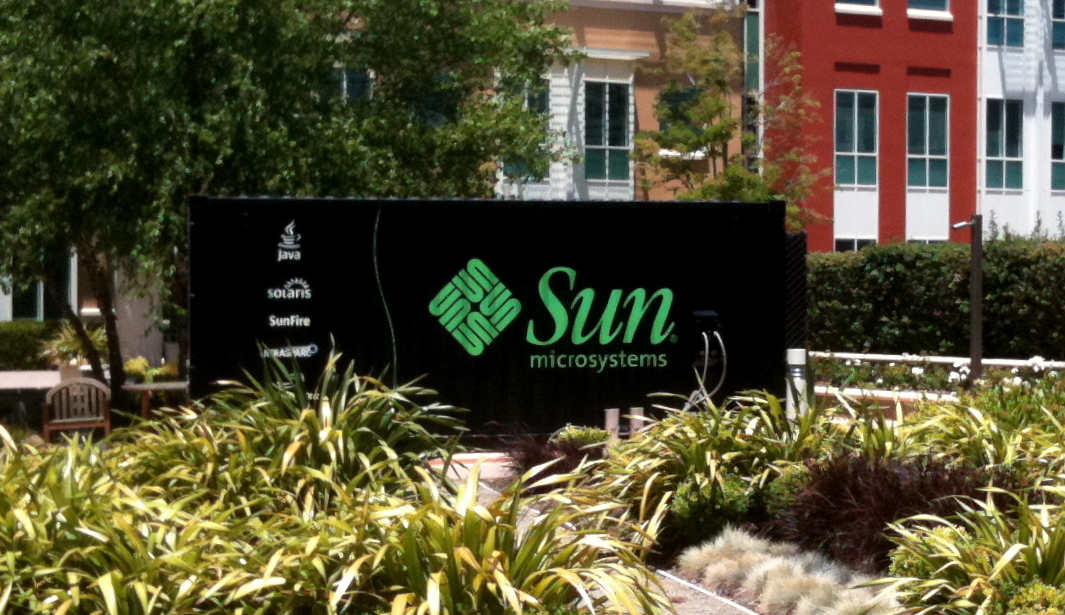
یک مرکز داده ماژولار ساخت مجموعه شرکت‌های سان

مرکز داده ماژولار یک راه کار قابل حمل برای پیاده‌سازی مراکز داده است. روشی جایگزین برای مرکز داده سنتی، یک مرکز داده ماژولار در هر محل که نیاز به پیاده‌سازی یک مرکز داده است، حمل و سرهم می‌شود.
یک مرکز داده سنتی از چند بخش اساسی شامل سازه فیزیکی، رک‌ها، اتاق کنترل NOC، شبکه برق، شبکه اعلام و اطفاء حریق، شبکه سرمایش، شبکه امنیت و مانیتورینگ و … تشکیل می‌شود. اما در مراکز داده ماژولار (به عنوان رویکرد جدید طراحان) تمامی اجزای اصلی تشکیل دهنده به صورت ماژول‌های متمایز درآمده است.
مراکز داده ماژولار شامل 2 نوع اصلی می‌باشند. نوع رایج مراکز داده ماژولار با عنوان مراکز داده کانتینری یا مراکز داده ماژولار قابل حمل شناخته می‌شوند که شامل تجهیزات مراکز داده (سرورها، تجهیزات شبکه و ذخیره‌سازی) در داخل یک کانتینر استاندارد است. نوع دیگر مراکز داده ماژولار شامل مجموعه‌های از بخش‌های از پیش ساخته شده‌است که بر اساس حجم مورد نیاز در محل مورد نیاز نصب می‌شود.
از ماژول‌های مهم مرکز داده می‌توان به موارد زیر اشاره کرد:
- ماژول رک یا داده
- ماژول NOC
- ماژول سرمایش
- ماژول‌های برق

## مزایای مرکز داده ماژولار
- کاهش سرمایه‌گذاری اولیه :

سرمایه‌گذاری اولیه زیاد در یک مرکز داده به این دلیل است که ساختمان یک مرکز داده با توجه به پیش‌بینی گسترش‌های آتی و برای چند فاز توسعه ساخته می‌شود و سایر سیستم‌های زیرساختی نیز باید چنین ویژگی را داشته باشند. اما تغییرات سریع تکنولوژیکی و لزوم سازگاری با آنها، چنین سرمایه‌گذاری اولیه ای را به سختی توجیه می‌کند. راه حل ماژولار یک روش هوشمندانه برای کاهش هزینه‌های سرمایه ای اولیه و همگامی با نیازهای تکنولوژیکی و تغییرات بسیار سریع درحوزه آی-تی است.
- راه اندازی سریع :

به عنوان یک راه حل مهندسی و استاندارد، ماژول مرکز داده به راحتی در کارخانه ساخته شده و تنها فرایند باقیمانده، راه اندازی آن در سایت است. با توجه به اینکه امکانات هرگونه ساخت در محل کارخانه بسیار بهتر و در دسترس تر از سایتی است، پس هزینه راه اندازی بسیار کاهش پیدا می‌کند.
- بهینه‌سازی مصرف انرژی :

در راه حل ماژولار، فضا به‌طور مؤثری مورد استفاده قرار می‌گیرد و اجازه مدیریت دقیق جریان هوا را - که می‌تواند چگالی در حدود ۳۰ کیلووات در هر رک و حتی بالاتر را تأمین نماید - فراهم می‌سازد؛ بنابراین درجه اثربخشی استفاده از انرژی در این ماژول‌ها بسیار بهبود می‌یابد(PUE<1.5).
- مدیریت پذیری :

بدون شک مدیریت یک مجموعه همسان و ماژولار، بسیار ساده‌تر از یک مجموعه ناهمگون و گسترده‌است و این مزیت ذاتی مراکز داده ماژولار است.
- سرعت آرایش پذیری :

راه حل ماژولار به صورتی غیرقابل تصور سرعت چینش تأسیسات و تجهیزات زیرساختی را در مراکز داده افزایش می‌دهد.
- قابلیت توسعه پذیری :

با یک طراحی استاندارد و با ابرخورداری از قابلیت تکرار شوندگی (Repeatable)، منطبق نمودن تقاضا و توسعه در زیر ساختار یک مرکز داده بسیار آسان است.
- به روز رسانی :

یکی از بزرگترین مزایای یک مرکز داده ماژولار این است که به آسانی می‌تواند با یک تکنولوژی جدید جایگزین گردد؛ زیرا کارایی یک ماژول - فارغ از تکنولوژی مورد استفاده در آن – اهمیت دارد.

## چه کسانی از مراکز داده ماژولار استفاده می‌کنند؟[۲]
- Google احتمالاً اولین شرکتی بوده که به صورت گسترده از مرکز داده ماژولار را پیاده‌سازی کرده و از آن بهره‌برداری کرده‌است.
- IO، سی و پنج مشتری برای محصول (Anywhere modules) خود دارد که چیزی در حدود ۵۰ ماژول آن‌ها در محل دیتا سنتر در Phoenix و New Jersey واقع شده‌است.
- HP اخیراً به خاطر پیشنهادها ماژولار خود بیشتر مورد توجه قرار گرفته
- Microsoft هم از در بین شرکت‌هایی است که به صورت پر شتاب استفاده از این نوع مراکز داده را در برنامه کاری خود قرار داده‌است.
- eBay از یک طراحی جدید برای مرکز داده ماژولار خود در Phoenix استفاده کرده‌است.